# SJS-2
SJS-2 (Sinclair Joystick System-2), označovaný také jako Sinclair SJS-2, je joystick pro počítače Sinclair ZX Spectrum +2, Sinclair ZX Spectrum +2A a Sinclair ZX Spectrum +3 vyráběný firmou Amstrad. Konektor pro připojení k počítači není kompatibilní se standardem Atari, má jiné rozložení pinů.
Jedná se o digitální joystick. Na rozdíl od SJS-1 má dvě tlačítka, která jsou připojena paralelně. Jedno tlačítko je umístěno na vrcholu páky joysticku a druhé na základní části joystiku. Na joysticku se nenachází logo Sinclair, toto je pouze na obalu, ve kterém byl joystick dodáván.